# Анрі Шарль Пюеш

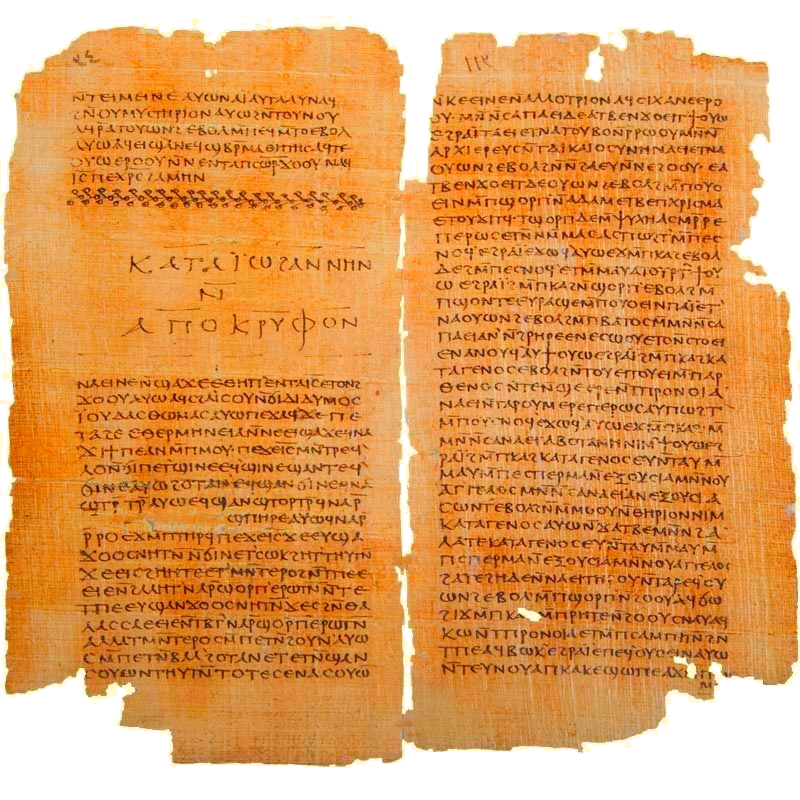
Гностичне Євангеліє від Томи з рукописів Наг-Хаммаді

Анрі Шарль Пюеш (фр. Henri-Charles Puech, 20 липня 1902, Монпельє — 11 січня 1986) — французький історик релігії, дослідник гностицизму та маніхеїзму.

## Біографія та наукова кар'єра
Закінчив ліцей Людовіка Великого (1921), Еколь Нормаль (1924). Під керівництвом Еміля Бреє спеціалізувався з пізньоантичної філософії, неоплатонізму, герметичних вчень.
Керівник дослідницького напряму в École pratique des Hautes Études, секретар секції наук про релігію (1934–1950), президент цієї секції (1950–1962). Секретар редакції, потім співредактор та головний редактор журналу «Revue de l'Histoire des Religions». Віце-президент Міжнародної асоціації дослідників релігії (1950–1965). Професор Колеж де Франс (кафедра історії релігій, 1952–1972).

## Праці
- Маніхеїзм — його засновник, його вчення / Le Manichéisme. Son fondateur — sa doctrine (1949)
- Історія релігій / Histoire des religions (1970, 3 т.)
- У пошуках гнозису / En quête de la gnose (1978)
- Про маніхейство та інші есе/ Sur le manichéisme et autres essais (1979)

## Визнання
Почесний доктор Утрехтського університету (1956). Член Інституту Франції — Академії написів та красного письменства (1962), президент цієї Академії (з 1968), президент п'яти Академій Інституту (з 1968). Член-кореспондент Британської академії (1970). Офіцер ордену Почесного легіону (1963), командор Ордену академічних пальм (1965), командор ордену «За заслуги» (1969).